# Gondiswil
Gondiswil (toponimo tedesco) è un comune svizzero di 731 abitanti del Canton Berna, nella regione dell'Emmental-Alta Argovia (circondario dell'Alta Argovia).

## Monumenti e luoghi d'interesse

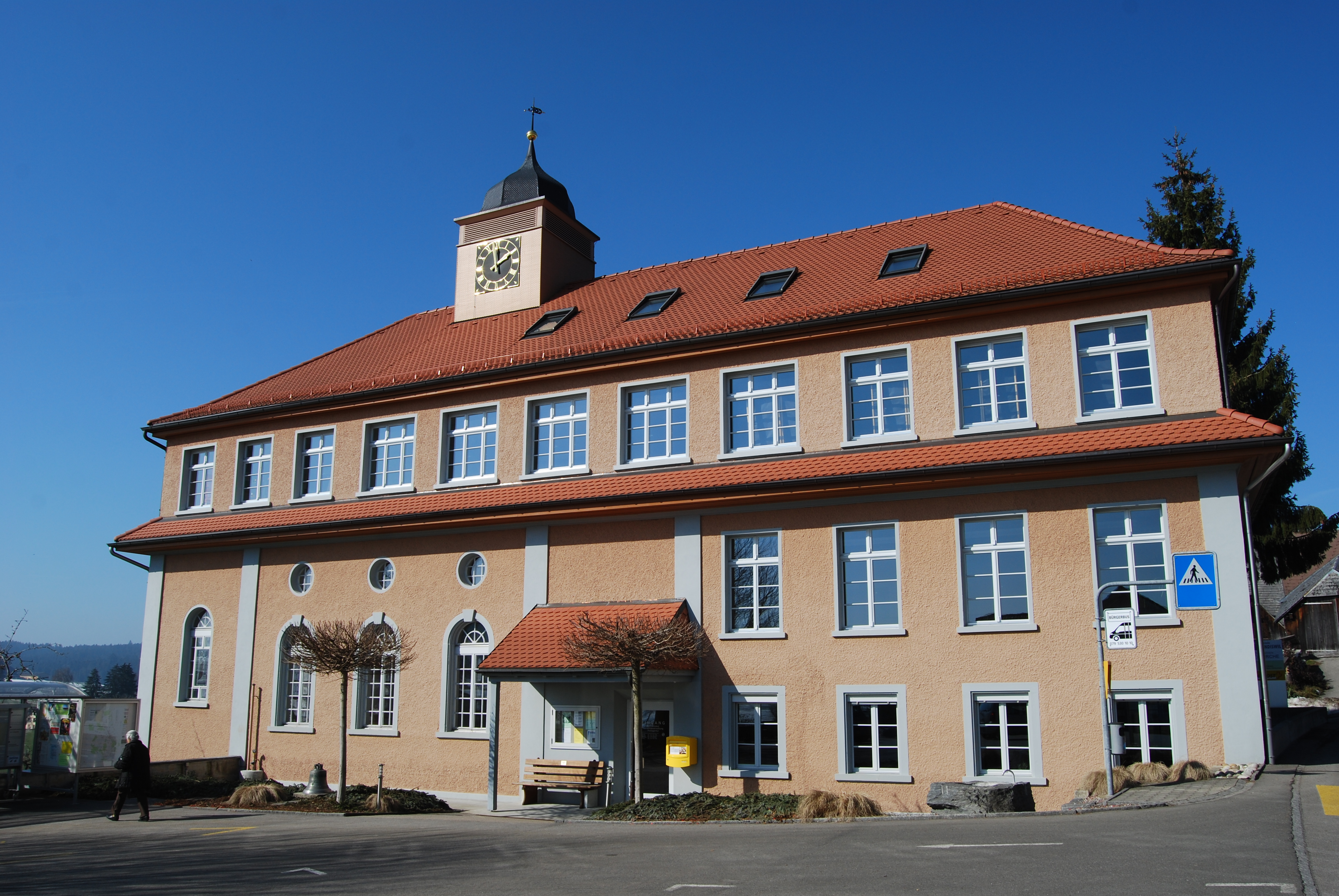
Il municipio e la chiesa riformata

- Municipio e chiesa riformata, eretti nel 1918[1].

## Società

### Evoluzione demografica
L'evoluzione demografica è riportata nella seguente tabella:
Abitanti censiti

## Geografia antropica

### Frazioni
- Brüggenweid
- Freibach
- Haltstelle
- Schwendi
- Staldershaus

## Infrastrutture e trasporti
Gondiswil è stato servito fino al 2009 dall'omonima stazione sulla ferrovia Huttwil-Wolhusen.

## Amministrazione
Ogni famiglia originaria del luogo fa parte del cosiddetto comune patriziale e ha la responsabilità della manutenzione di ogni bene ricadente all'interno dei confini del comune.